# Бартоломео Нерони
Вартоломèо Нерòни (на италиански: Bartolomeo Neroni), наричан Ил Ричо (Il Riccio) или Ричо Сенезе (Riccio Sanese; * 1505, Сиена, † 1571 пак там) е италиански художник-маниерист, скулптор, архитект и инженер. Той е представител на Сиенската школа.

## Биография
Той е многостранен художник, който през живота си създава множество произведения в различни области – живопис, скулптура, миниатюра. Той също така се радва на голяма слава приживе като военен инженер, сценограф, архитект. Той е споменат като Ричо Сенезе, ученик на Содома, от Джорджо Вазари в неговите „Жизнеописания“.

## Млади години и влияние
Той влиза в ателието на художника Содома и там научава първите принципи на живописта. Благодарение на таланта си става любим ученик на майстора, на когото също става зет и наследник, като се жени за дъщеря му Фаустина през 1543 г.
По-късно картините на Нерони са повлияни от Доменико Бекафуми и от Маниеризма, което е видно от олтарната картина, запазена в църквата Фонтеджуста, която изобразява Мадона дела Мизерикордия.
Като архитект той е вдъхновен предимно от Балдасаре Перуци, той работи преди всичко в Сиена, където построява Палацо Франческони, а през 1541 г. проектира манастира на Палацо дел Кармине (днес Палацо Финести Сегарди).

## Творчество
Повечето от произведенията му са загубени. Той създава сценографията за комедията l'Ortensio, представена за Великия херцог Козимо I Медичи, в „Салона на комедията във Флоренция. Работата е обективирана чрез гравюра от Андреа Андреани в Мантуа през 1579 г.
Бартоломео Нерони също работи много в провинциите на Сиена. Негови творби се намират в Анкаяно, Ашано, Совичиле, Монтеротондо Маритимо и Синалунга, но и в Лука и Генуа, където четири илюстрирани хорали, рисувани през 1532 г. са запазени в градската библиотека.
През 1540 г. той рисува фреска в абатството на Монте Оливето Маджоре, изобразяваща една история от живота на Свети Бенедикт: „Бенедикт изпраща Мауро във Франция и Плачидо в Сицилия“. За неговата основна творба се счита за „Коронацията на Дева Мария“, съхранявана в Националната картинна галерия на Сиена.

## Творби
- „Мадона с младенеца, св. Ансано, св.арх. Михаил“, 1570 година
- „Пиета със св. Ансано и св.арх. Михаил“, 1570 г.
- „Св. Ансано Сиенски“
- „Св. Ансано Сиенски“